# Jacques Van Caelenberghe
Jacques Van Caelenberghe (ur. 2 lutego 1910 w Molenbeek-Saint-Jean – zm. 16 października 1986) – belgijski piłkarz grający na pozycji napastnika. Był reprezentantem Belgii.

## Kariera klubowa
Całą swoją karierę piłkarską Van Caelenberghe spędził w klubie Royale Union Saint-Gilloise. W sezonie 1929/1930 zadebiutował w jego barwach w pierwszej lidze belgijskiej i grał w nim do końca sezonu 1943/19474 Z klubem tym trzykrotnie wywalczył mistrzostwo Belgii w sezonach 1932/1933, 1933/1934 i 1934/1935.

## Kariera reprezentacyjna
W reprezentacji Belgii Van Caelenberghe zadebiutował 28 kwietnia 1935 w przegranym 1:6 towarzyskim meczu z Niemcami, rozegranym w Brukseli. Od 1935 do 1936 rozegrał w kadrze narodowej 4 mecze i strzelił 1 gola.